# Bühlach (Erhebung)
Der Bühlach ist ein Höhenzug im oberbayerischen Landkreis Weilheim-Schongau östlich von Peiting.
Er erstreckt sich etwa über zwei Kilometer in Nord-Süd-Ausrichtung. Seine beiden höchsten Punkte liegen um 780 m ü. NHN.
Auf ihm liegt im nördlichen Teil der Peitinger Weiler Bühlach. Östlich entlang des Bühlachs verläuft die Bundesstraße 472.
Im Verzeichniss der bisher in den bayerischen Alpen und den angrenzenden Gebietstheilen gemessenen Höhenpunkte von 1861 wird die Höhe mit 2405 Pariser Fuß angegeben. Im Positionsblatt Nr. 780 aus 1917 wird der Name mit Buhlach und die Höhe mit 778 m angegeben.